# 土木研究所
国立研究開発法人土木研究所（どぼくけんきゅうじょ、英語表記：Public Works Research Institute、略称PWRI・土研）は、国土交通省所管の国立研究開発法人。現在の組織は、2006年4月1日から独立行政法人土木研究所（ただし合併前、茨城県つくば市南原、現・つくば中央研究所）と北海道開発土木研究所（北海道札幌市豊平区、現・寒地土木研究所）の再編により新たに発足したものである。

## 概要

### 設立根拠
- 独立行政法人通則法、国立研究開発法人土木研究所法

### 目的
土木研究所は、建設技術および北海道開発局の所掌事務に関連するその他の技術のうち、土木に係るもの（以下「土木技術」という。）に関する調査、試験、研究及び開発並びに指導及び成果の普及等を行うことにより、土木技術の向上を図り、もって良質な社会資本の効率的な整備及び北海道の開発の推進に資すること（国立研究開発法人土木研究所法第3条）。
この場合の「土木技術」は主として、河川・道路（つくば中央研究所が担当）、寒冷地（寒地土木研究所が担当）に関する調査・研究・技術開発を指している。

### 沿革
- つくば中央研究所（旧土木研究所）
  - 1921年（大正10年）5月　内務省土木局道路材料試験所として設置
  - 1922年（大正11年）9月　内務省土木試験所となる
  - 1948年（昭和23年）7月　建設省土木研究所となる
  - 2001年（平成13年）1月　国土交通省土木研究所となる
  - 2001年（平成13年）4月　国土技術政策総合研究所とともに独立行政法人土木研究所が発足
- 寒地土木研究所（旧北海道開発土木研究所）
  - 1937年（昭和12年）8月　内務省北海道庁土木部監理課土木部試験室として発足
  - 1947年（昭和22年）9月　独立機関の北海道土木試験所となる
  - 1951年（昭和26年）7月　北海道開発局の付属機関となる（北海道開発局土木試験所）
  - 1988年（昭和63年）4月　北海道開発局開発土木研究所と改称
  - 2001年（平成13年）4月　独立行政法人北海道開発土木研究所が発足
  - 2006年（平成18年）4月　独立行政法人土木研究所寒地土木研究所となる

### 所在
- 茨城県つくば市南原1-6（本部、つくば中央研究所、水災害・リスクマネジメント国際センター、構造物メンテナンス研究センター）
- 北海道札幌市豊平区平岸1-3-1-34（寒地土木研究所）
- 岐阜県各務原市川島笠田町官有地無番地（自然共生研究センター・河川環境楽園内）

## 組織

### 研究部門の役職員
総務・企画関係以外は一部を除き、研究部門において原則として、グループ（研究部に相当）・チーム（研究室に相当）制を取っている。研究部門における役職等は、グループ長・本部長等（部長職）を筆頭に、チーム長（室長職）に相当する上席研究員（一部は主席研究員など名称が異なるがおよそ同等と思われる）がある。

各チームでは、上席研究員等以外に総括主任研究員、主任研究員、研究員の他、民間企業から技術研究のために出向した交流研究員、特定分野研究を主とする専門研究員がある。

### 役員等幹部
- 理事長
- 理事2人（うち1人、寒地土木研究所長兼務）
- 監事2人（常勤および非常勤）
- 審議役
- 監査役
- 研究調整監2名
- 地質監

### 本部
- 総務部

総務課
職員課
会計課
- 企画部

研究企画課
研究評価・国際室
業務課

### つくば中央研究所
- 技術推進本部

先端技術チーム
- 材料資源研究グループ

新材料チーム
リサイクルチーム
基礎材料チーム
- 地質・地盤研究グループ

地質チーム
土質・振動チーム
施工技術チーム
- 水環境研究グループ

河川生態チーム
水質チーム
自然共生研究センター（画像）
- 水工研究グループ

水工構造物チーム
水理チーム
- 土砂管理研究グループ

火山・土石流チーム
地すべりチーム
雪崩・地すべり研究センター
- 道路技術研究グループ

舗装チーム
トンネルチーム

### 寒地土木研究所
- 研究調整監
  - 総括研究監

企画室
- 管理部（寒地土木研究所）

管理課
経理課
- 技術開発調整監

寒地技術推進室（道北、道東支所）
寒地機械技術チーム
- 寒地基礎技術研究グループ

寒地構造チーム
寒地地盤チーム
防災地質チーム
- 寒地保全技術研究グループ

耐寒材料チーム
寒地道路保全チーム
- 寒地水圏研究グループ

寒地河川チーム
水環境保全チーム
寒冷沿岸域チーム
水産土木チーム
- 寒地道路研究グループ

寒地交通チーム
雪氷チーム
- 寒地農業基盤研究グループ

資源保全チーム
水利基盤チーム
- 特別研究監（水素地域利用ユニット）

### 水災害・リスクマネジメント国際センター
- 国際水防災研究監
- 水災害研究グループ

上席研究員（広報・研修担当）
上席研究員（リスクマネジメント担当）
上席研究員（水理・水文担当）

### 構造物メンテナンス研究センター
- 橋梁構造研究グループ

上席研究員（管理システム・下部構造担当）
上席研究員（補修技術・耐震技術担当）
上席研究員（予測評価技術・上部構造担当）
上席研究員（検査技術・コンクリート構造物担当）

## 関連機関
- 砂防学会
- 地盤工学会
- 農業農村工学会
- 土木学会
- 日本材料学会
- つくば科学万博記念財団
- 日本雪氷学会

## 関連事項
- 国土技術政策総合研究所
- 土木研究センター